# Пол Волтер Гаузер
Пол Волтер Гаузер (англ. Paul Walter Hauser; нар. 15 жовтня 1986, Гранд-Рапідс, штат Мічиган, США) — американський актор і комік.

## Кар'єра
Здобув початкову популярність після ролей Шона Екгарда у фільмі «Я, Тоня», Дейла у фільмі «Що сталося з Вірджинією?» 2010 року і Кита в телесеріалі «Королівство». Він також зіграв роль Дешона у вебсеріалі Amazon «Бетас», знявся в Super Troopers 2, і в ролі Айвенго у фільмі Спайка Лі «Чорний кланівець», обидва фільми 2018 року. 
Був задіяний як запрошена зірка в телесеріалах «Незламна Кіммі Шмідт», «Too Late with Adam Carolla», «Нічна зміна», «Супермаркет» та інших. 
У 2019 зіграв охоронця Річарда Джуелла в однойменному фільмі Клінта Іствуда.
За роль серійного вбивці Ларрі Голла у мінісеріалі «Чорний птах» (2022) нагороджений головними преміями телеіндустрії, зокрема «Еммі», «Вибір критиків» та «Золотий глобус».

## Фільмографія

### Фільми
| Рік  |    | Українська назва              | Оригінальна назва           | Роль                      |
| ---- | -- | ----------------------------- | --------------------------- | ------------------------- |
| 2010 | ф  | Що сталося з Вірджинією?      | Virginia                    | Дейл                      |
| 2011 | ф  |                               | Demoted                     | стурбований продавець     |
| 2013 | ф  |                               | iSteve                      | Пейсті Джонс              |
| 2017 | кф |                               | Kiss Me When i'm Down       | Роберт                    |
| 2017 | ф  | Я, Тоня                       | I, Tonya                    | Шон Еккардт               |
| 2018 | ф  | Суперполіцейські 2            | Super Troopers 2            | Лонні Лалуш               |
| 2018 | ф  | Чорний куклукскланівець       | BlacKkKlansman              | Айвенго                   |
| 2019 | ф  | Пізній вечір                  | Late Night                  | Манкузо                   |
| 2019 | ф  | Ритми                         | Beats                       | Терренс                   |
| 2019 | ф  | Річард Джуелл                 | Richard Jewell              | Річард Джуелл             |
| 2020 | ф  | Ігри долі                     | Adam                        | Адам                      |
| 2020 | ф  | П'ятеро однієї крові          | Da 5 Bloods                 | Саймон                    |
| 2020 | ф  | Пташка у клітці               | Songbird                    | Майкл Дозер               |
| 2021 | ф  | Шовковий шлях                 | Silk Road                   | Кертіс Кларк Грін         |
| 2021 | ф  | Круелла                       | Cruella                     | Горацій                   |
| 2021 | ф  | Відчайдушні аферистки         | Queenpins                   | Кен                       |
| 2022 | ф  |                               | Delia's Gone                | Бо                        |
| 2023 | ф  | Літні татусі                  | Old Dads                    | Трейсі                    |
| 2024 | мф | Оріон і Темряк                | Orion and the Dark          | Темрява (озвучення)       |
| 2024 | мф | Думками навиворіт 2           | Inside Out 2                | Збентеженість (озвучення) |
| 2024 | ф  | Зачинщики                     | The Instigators             | Буч                       |
| 2024 | ф  | Найщасливіша людина в Америці | The Luckiest Man in America | Майкл Ларсон              |
| 2025 | ф  | Фантастична четвірка          | The Fantastic Four          | Людина-кріт               |
| 2025 | ф  | Голий пістолет                | The Naked Gun               | капітан Ед Хокен          |
| 2025 | ф  | Позбав мене від небуття       | Deliver Me from Nowhere     | Майк Бетлан               |

### Телебачення
| Рік       |   | Українська назва             | Оригінальна назва                 | Роль                                                           |
| --------- | - | ---------------------------- | --------------------------------- | -------------------------------------------------------------- |
| 2010      | с | Спільнота                    | Community                         | студент (Епізод: "Messianic Myths and Ancient Peoples")        |
| 2010      | с | У Філадельфії завжди сонячно | It's Always Sunny in Philadelphia | Річі (Епізод: "Dee Reynolds: Shaping America's Youth")         |
| 2013—2014 | с |                              | Betas                             | Дешон (4 епізоди)                                              |
| 2014—2017 | с | Королівство                  | Kingdom                           | Кіт (27 епізодів)                                              |
| 2015      | с | Нічна зміна                  | The Night Shift                   | Орен Едвардс (Епізод: "Ghosts")                                |
| 2015      | с | Блант говорить               | Blunt Talk                        | член аудиторії (Епізод: "Who Kisses So Early in the Morning?") |
| 2017      | с | Супермаркет                  | Superstore                        | Вінс (Епізод: "Rebranding")                                    |
| 2018—2019 | с | Незламна Кіммі Шмідт         | Unbreakable Kimmy Schmidt         | Тріпп Ноуб (2 епізоди)                                         |
| 2019—2025 | с | Кобра Кай                    | Cobra Kai                         | Реймонд «Скат» Портер (15 епізодів)                            |
| 2020      | с | Ріно 911!                    | Reno 911!                         | Джеффі Рене Чісхолм (6 епізодів)                               |
| 2021      | с | Дзвінки                      | Calls                             | Флойд (Епізод: "Me, Myself & Darlene")                         |
| 2022      | с | Чорний птах                  | Black Bird                        | Ларрі Холл (6 епізодів)                                        |
| 2023      | с |                              | The Afterparty                    | Тревіс Гладріс (10 епізодів)                                   |
| 2023      | с |                              | Bupkis                            | Хаузер (Епізод: "Show Me the Way")                             |